# Велике Курейне
Велике Куре́йне (рос. Большое Курейное) — село у складі Макушинського округу Курганської області, Росія. 
Населення — 546 осіб (2010, 736 у 2002).
Національний склад станом на 2002 рік:
- росіяни — 89 %